# Tapeina rudifrons
Tapeina rudifrons är en skalbaggsart som beskrevs av Luciane Marinoni 1972. Tapeina rudifrons ingår i släktet Tapeina och familjen långhorningar.
Artens utbredningsområde är Paraguay. Inga underarter finns listade i Catalogue of Life.